# 广州市公园列表

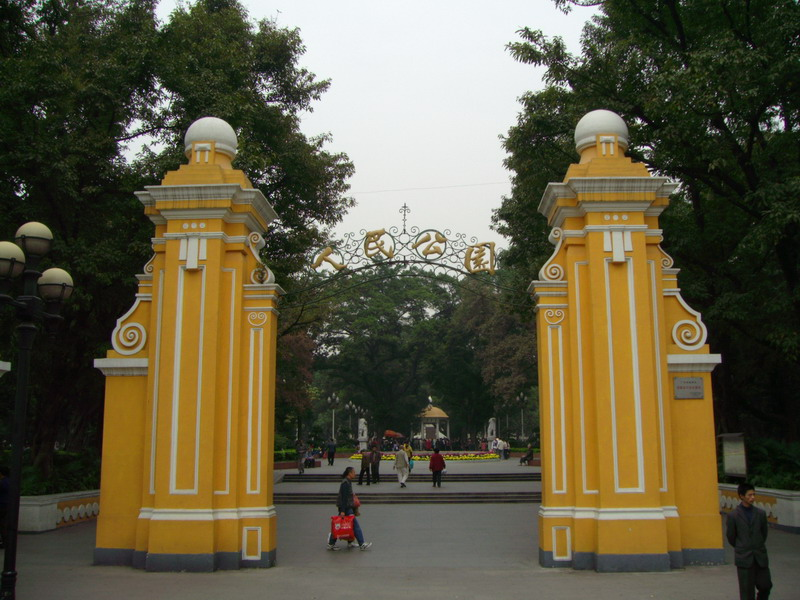
人民公园正门

广州的公園分佈較广，在建制市的十一區均有分佈。
廣州除少数屬於景點的公園（如白云山风景名胜区、广州动物园）以外，各主要公園均免費入園。其中，开辟於1917年的人民公園(俗称中央公園)為廣州第一個綜合性公園，也是廣州市第一個免費公園。
除了作為市民休憩用地之外，許多公園還身兼特殊歷史意義，如越秀公園里的廣州地標五羊石像，黃花崗七十二烈士墓、廣州起義烈士陵園以及中山紀念堂等歷史事件的紀念園區；許多公園也有各種文化功能，突出的有廣州文化公園、廣州市兒童公園、雕塑公園等；而對於各個人工湖公園，則更兼具了城市濕地的調節功能。
以下是广州市各个主要公园的列表：

## 市政公园

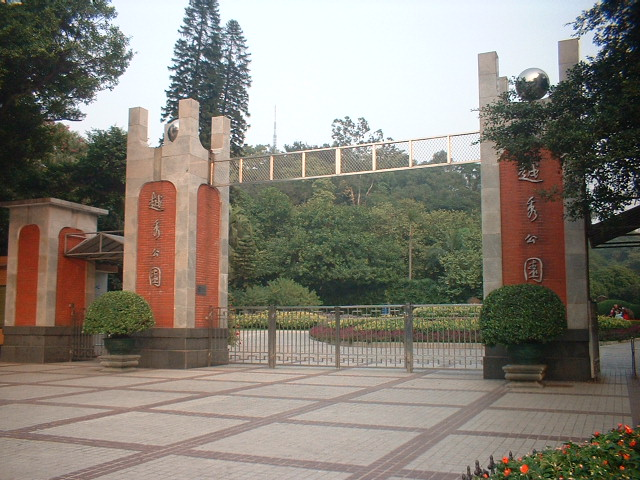
越秀公園

荔灣湖公園

廣州起義烈士陵園正門

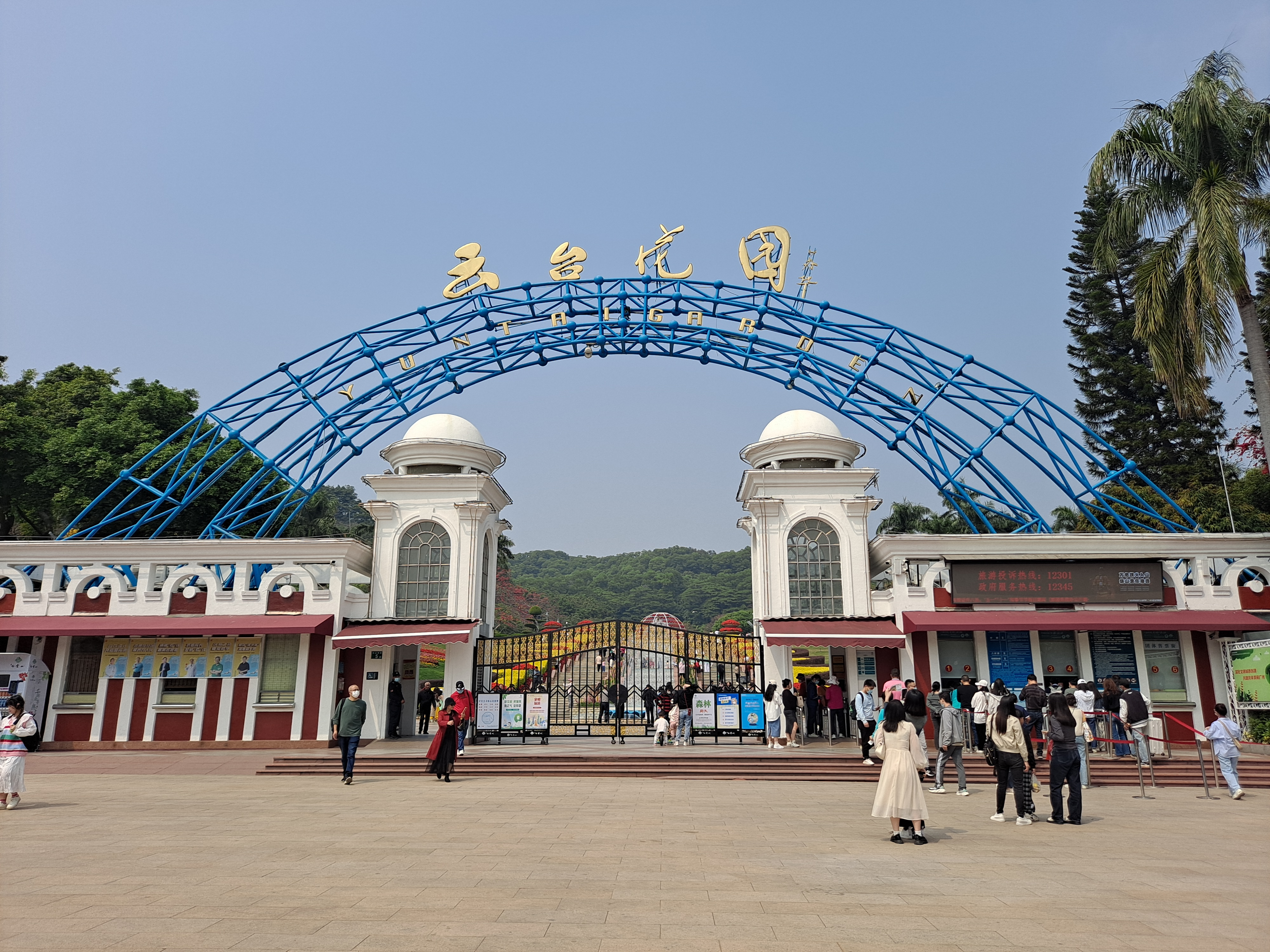
雲臺花園

### 越秀区
- 越秀公园
- 人民公园
- 中山紀念堂
- 东山湖公园
- 流花湖公园
- 麓湖公园
- 东风公园
- 黄花岗公园
- 广州起义烈士陵园
- 兰圃
- 越秀儿童公园
- 二沙岛体育公园
- 广州发展公园
- 传祺公园

### 荔湾区
- 荔湾湖公园
- 广州文化公园
- 荔湾儿童公园
- 双桥公园
- 青年公园
- 沙面公园
- 醉观公园
- 增埗公园

### 海珠区
- 晓港公园
- 瀛洲生态公园
- 海珠湿地公园
- 海印公園
- 海珠儿童公园
- 会展公园
- 洲头咀公园
- 磨碟沙公园
- 庄头公园

### 天河区
- 天河公园
- 珠江公园
- 华南国家植物园
- 天河儿童公园
- 十九路军淞沪抗日阵亡将士陵园
- 火炉山森林公园
- 凤凰山森林公园
- 车陂公园
- 长湴公园
- 燕岭公园
- 杨桃公园
- 广东树木公园
- 天河大观湿地公园

### 白云区
- 广州市儿童公园（原白云公园）
- 云台花园
- 云溪植物园
- 云萝植物园
- 白雲山風景名勝區
- 三元里抗英斗争纪念公园
- 雕塑公园
- 白雲湖公園
- 白云儿童公园
- 同德公园

### 黄埔区
- 香雪公园
- 黄埔公园
- 黄埔儿童公园
- 萝岗儿童公园
- 蟹山公园
- 中山公园
- 玉树公园
- 黄埔东苑公园
- 创业公园
- 南海神庙
- 甘竹山公园
- 姬堂公园

### 番禺区

大夫山森林公园一景

- 星海公园
- 大夫山森林公园
- 滴水岩森林公园
- 七星岗森林公园
- 番禺区儿童公园
- 陈涌公园
- 南郊公园
- 南村公园
- 洛浦公园

### 花都区
- 马鞍山公园
- 花都湖公园
- 花都区人民公园
- 花都儿童公园
- 花果山公园
- 石头记公园

### 南沙区
- 蕉门公园
- 黄山鲁森林公园
- 大角山海滨公园
- 十八罗汉山森林公园
- 南沙天后宫
- 南沙儿童公园

### 增城区
| 公园名称     | 面积（平方公里） | 建立时间 | 地址   |
| ------------ | ---------------- | -------- | ------ |
| 增城广场     | 0.4平方公里      | 2002年   | 增城区 |
| 增城儿童公园 | 16.1萬平方米     | 1998年   | 增城区 |

### 从化区
- 从化河滨公园
- 青云公园
- 从化儿童公园

其中，東山湖公園、荔灣湖公園、流花湖公園、麓湖公園建於1958年，並稱廣州四大人工湖公園。

## 森林公園

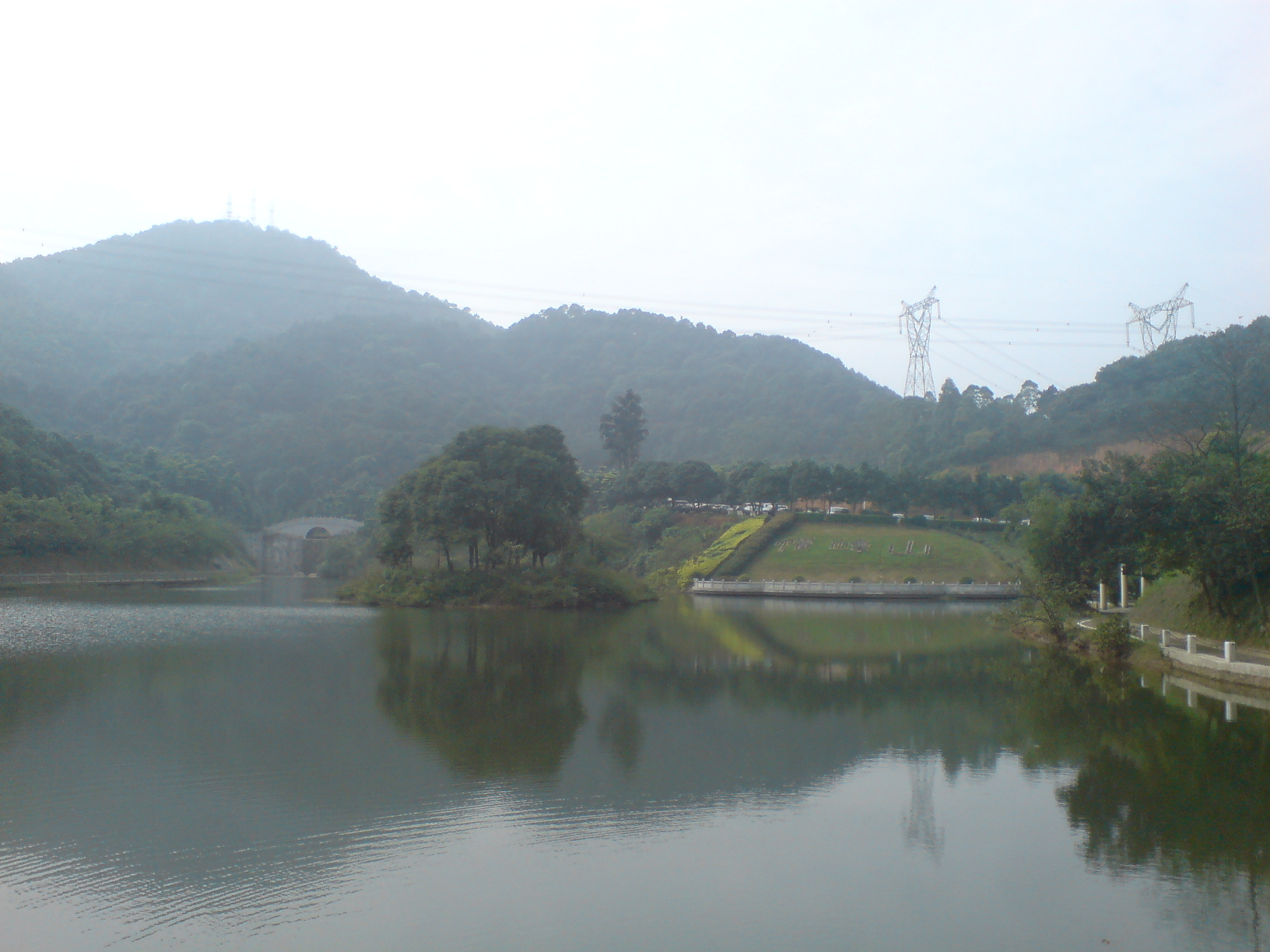
帽峰山森林公園天湖

森林公園多分布在市郊，部分森林公園也實行免費政策。

### 白云区
- 聚龙山森林公园
- 帽峰山森林公園

### 天河区
- 火炉山森林公园
- 龙眼洞森林公园
- 凤凰山森林公园

### 黄埔区
- 龙头山森林公园
- 金坑森林公园（原萝岗区）
- 白玉兰森林公园（原萝岗区）[5]

### 番禺区
- 大夫山森林公园
- 滴水岩森林公园
- 十八罗汉山森林公园

### 南沙区
- 黄山鲁森林公园

### 花都区
- 九龙潭森林公园
- 王子山森林公園

### 从化区
- 风云岭森林公园
- 流溪河森林公園
- 石門國家森林公園[6]

### 增城区
- 蕉石岭森林公园
- 南香山森林公园
- 中新森林公园
- 白洞森林公园
- 白水寨森林公園

## 动物园

广州动物园

- 广州动物园
- 长隆野生动物世界
- 长隆飞鸟乐园

## 主题游乐园

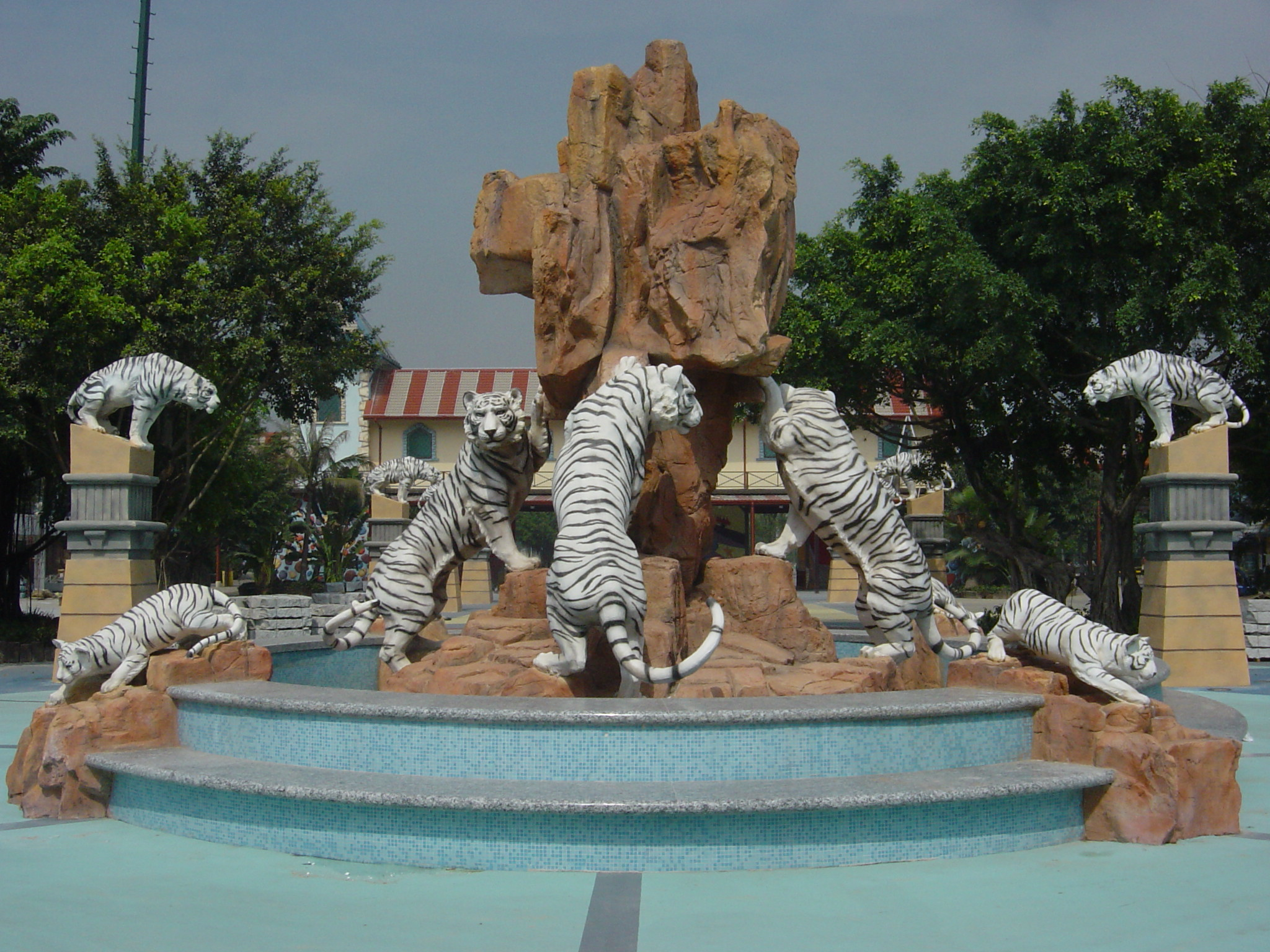
長隆歡樂世界乐园入口

- 長隆歡樂世界
- 長隆水上樂園
- 南湖游乐园
- 大河馬水上樂園
- 廣州融創樂園
- 东方乐园（已拆除）
- 航天奇观（已结业）
- 世界大观（已结业）
- 太阳岛乐园（已拆除）
- 飛龍世界（已拆除）